# Torrevieja
Torrevieja es una ciudad y municipio costero de la provincia de Alicante, en la Comunidad Valenciana, España. Situado en el sur de la provincia, dentro de la comarca de la Vega Baja del Segura, se encuentra localizado en un paraje de alto valor paisajístico y ecológico a orillas del mar Mediterráneo y junto a las lagunas de La Mata y Torrevieja. Con 94 803 habitantes (INE 2024) es la quinta ciudad en número de habitantes de la Comunidad Valenciana y la tercera de la provincia de Alicante, solo superada por Alicante y Elche. Se trata de un municipio hispanófono, en el que el español cuenta con el predominio lingüístico reconocido legalmente.

## Toponimia
El origen del nombre de Torrevieja se remonta a la época de la Reconquista, en referencia a los diferentes adjetivos descriptivos compuestos de 'torre' y 'vigía' en alusión a la existencia de torres de observación contra los ataques de la costa mediterránea. Por tanto, para el caso de Torrevieja, esta contaba con dos torres defensivas y de vigilancia situadas concretamente en la zona del cabo Cervera, donde las más importantes fueron la de Torrelamata, que da nombre a un pedanía torrevejense, y la 'torre-vieja', que se encontraría próxima a la cala Cornuda y de la cual se deriva el origen del nombre de la ciudad. En aquellos tiempos, Torrevieja no era más que un conjunto de torres vigías y de casas en las que vivían los trabajadores de las salinas. Fue en 1803 cuando Carlos IV decidió trasladar la administración de las Salinas Reales junto a la 'Torre Vieja', y así es como el nombre del municipio deviene de la antigua Torre Vigía, o Vieja, situada en las Eras de la Sal, un antiguo embarcadero de sal.

## Geografía
Torrevieja ocupa una superficie de 71 km², en los cuales se asientan el núcleo urbano, playas y lagunas. Cuenta con 20 km de costa, destacando las playas de La Mata, Los Locos, El Cura, El Acequión o Los Náufragos. 

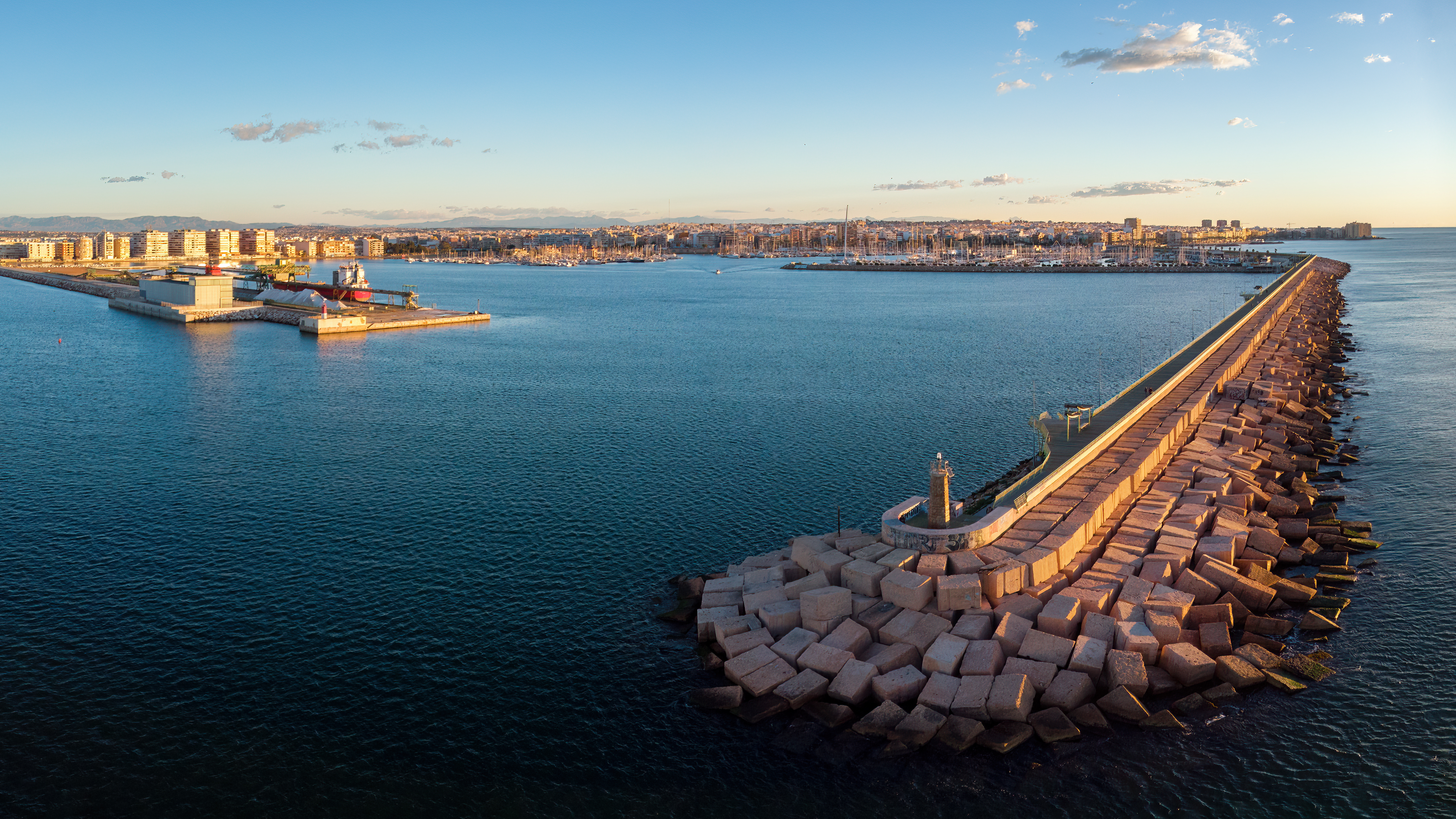
El muelle de Torrevieja

Torrevieja es una ciudad que goza de un clima mediterráneo semiárido, con precipitaciones que rondan los 260 mm al año y una temperatura media de 18 °C.
Torrevieja cuenta con una pedanía, Torrelamata (o La Mata), situada en la zona norte de la ciudad, en dirección a Guardamar del Segura.
El término municipal de Torrevieja limita con el de Guardamar del Segura por el norte, con el de Orihuela por el sur, y con los de Los Montesinos, Rojales y San Miguel de Salinas por el interior.

### Clima
De acuerdo a los datos de la tabla a continuación y a los criterios de la clasificación climática de Köppen modificada el clima de Torrevieja es semiárido de tipo BSh.
| Parámetros climáticos promedio de Torrevieja en el periodo 1961-2003 | Parámetros climáticos promedio de Torrevieja en el periodo 1961-2003 | Parámetros climáticos promedio de Torrevieja en el periodo 1961-2003 | Parámetros climáticos promedio de Torrevieja en el periodo 1961-2003 | Parámetros climáticos promedio de Torrevieja en el periodo 1961-2003 | Parámetros climáticos promedio de Torrevieja en el periodo 1961-2003 | Parámetros climáticos promedio de Torrevieja en el periodo 1961-2003 | Parámetros climáticos promedio de Torrevieja en el periodo 1961-2003 | Parámetros climáticos promedio de Torrevieja en el periodo 1961-2003 | Parámetros climáticos promedio de Torrevieja en el periodo 1961-2003 | Parámetros climáticos promedio de Torrevieja en el periodo 1961-2003 | Parámetros climáticos promedio de Torrevieja en el periodo 1961-2003 | Parámetros climáticos promedio de Torrevieja en el periodo 1961-2003 | Parámetros climáticos promedio de Torrevieja en el periodo 1961-2003 |
| Mes | Ene.                                                                 | Feb.                                                                 | Mar.                                                                 | Abr.                                                                 | May.                                                                 | Jun.                                                                 | Jul.                                                                 | Ago.                                                                 | Sep.                                                                 | Oct.                                                                 | Nov.                                                                 | Dic.                                                                 | Anual                                                                |
| --- | -------------------------------------------------------------------- | -------------------------------------------------------------------- | -------------------------------------------------------------------- | -------------------------------------------------------------------- | -------------------------------------------------------------------- | -------------------------------------------------------------------- | -------------------------------------------------------------------- | -------------------------------------------------------------------- | -------------------------------------------------------------------- | -------------------------------------------------------------------- | -------------------------------------------------------------------- | -------------------------------------------------------------------- | -------------------------------------------------------------------- |
| Temp. máx. media (°C) | 16                                                                   | 17.1                                                                 | 19.5                                                                 | 21.4                                                                 | 24.6                                                                 | 28                                                                   | 30.2                                                                 | 30.6                                                                 | 28.7                                                                 | 24.5                                                                 | 19.5                                                                 | 16.8                                                                 | 23.1                                                                 |
| Temp. media (°C) | 11                                                                   | 11.9                                                                 | 14                                                                   | 16.1                                                                 | 19.1                                                                 | 22.8                                                                 | 25.2                                                                 | 25.6                                                                 | 23.5                                                                 | 19.5                                                                 | 14.8                                                                 | 12.1                                                                 | 18                                                                   |
| Temp. mín. media (°C) | 6                                                                    | 6.6                                                                  | 8.4                                                                  | 10.7                                                                 | 13.6                                                                 | 17.5                                                                 | 20.2                                                                 | 20.6                                                                 | 18.2                                                                 | 14.4                                                                 | 10.1                                                                 | 7.3                                                                  | 12.8                                                                 |
| Precipitación total (mm) | 23.5                                                                 | 20.7                                                                 | 17.2                                                                 | 23.6                                                                 | 18.5                                                                 | 10.9                                                                 | 2.5                                                                  | 5.6                                                                  | 31.9                                                                 | 44.1                                                                 | 30.8                                                                 | 29.7                                                                 | 258.9                                                                |
| Fuente: Ministerio de Agricultura, Alimentación y Medio Ambiente. Datos de precipitación para el periodo 1961-2003 y de temperatura para el periodo 1961-2003 en la Laguna de Torrevieja (7038). |                                                                      |                                                                      |                                                                      |                                                                      |                                                                      |                                                                      |                                                                      |                                                                      |                                                                      |                                                                      |                                                                      |                                                                      |                                                                      |

## Historia

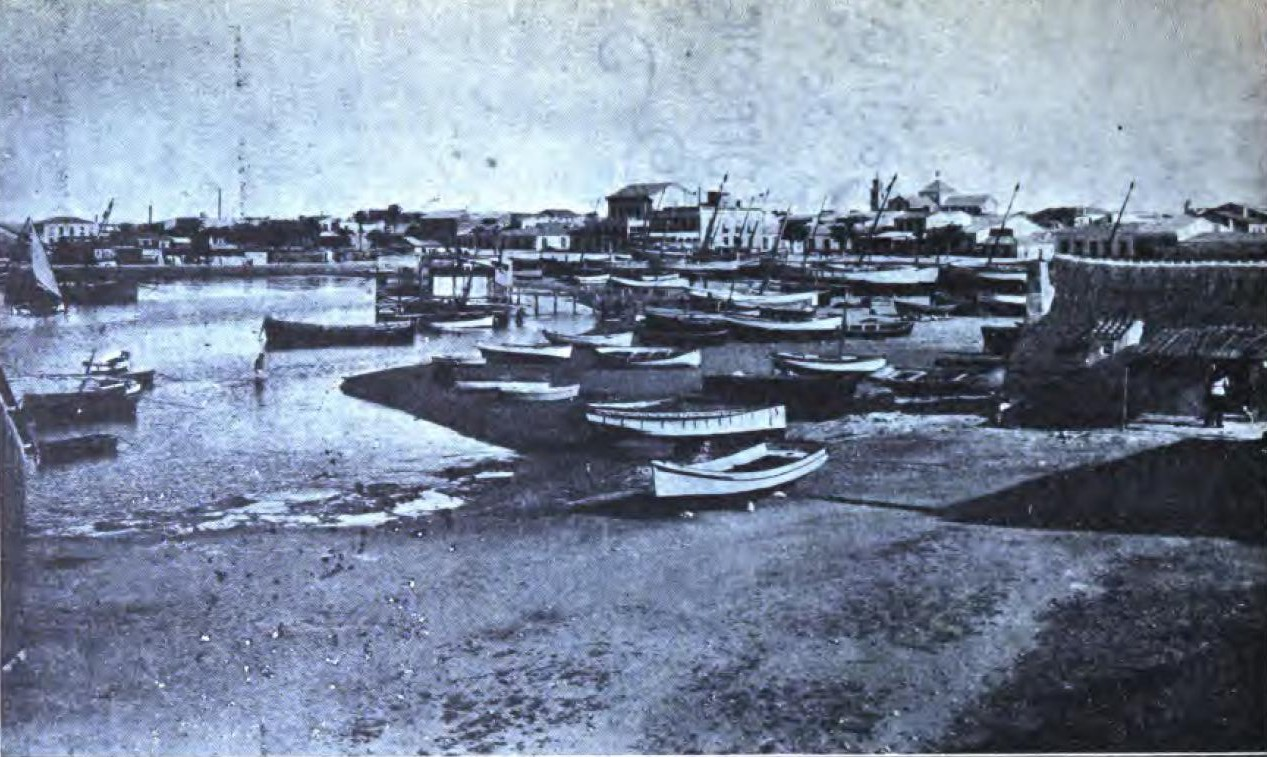
Vista general de Torrevieja alrededor de 1908

Las Salinas de Torrevieja son anteriores al siglo XIII y fueron una antigua posesión real.
Hasta 1802 en Torrevieja únicamente existía una antigua torre de guardia, que le da el topónimo al lugar, y algunas casas de salineros. Pero en 1803, el rey Carlos IV decretó el traslado de la administración de las Reales Salinas desde La Mata a la ubicación del actual núcleo de Torrevieja, y se autorizó la construcción de casas. En 1829, la población fue totalmente destruida por un terremoto y reconstruida posteriormente. A mediados del siglo XIX, la extracción de sal se dirigía fundamentalmente a través de buques suecos y holandeses. El mercado nacional de este producto era principalmente el gallego y, en menor medida, el valenciano. La importancia del mercado exterior de este producto se ha mantenido durante el siglo XX: una cuarta parte de la sal producida se consume en España y el resto es exportada, siendo sus salinas las más importantes de Europa.
La producción y el comercio de la sal determinaron y organizaron la vida en este lugar, convertido en 1931 en ciudad por privilegio otorgado por Alfonso XIII. La producción artesanal se limitaba en el siglo XIX a la fabricación de lino, cáñamo y algodón para el consumo popular. A pesar de que el fondeadero dificultaba la carga de la sal, el puerto no se acabó de construir hasta 1954.

## Demografía
Torrevieja cuenta con una población de 94 803 habitantes (INE 2024).

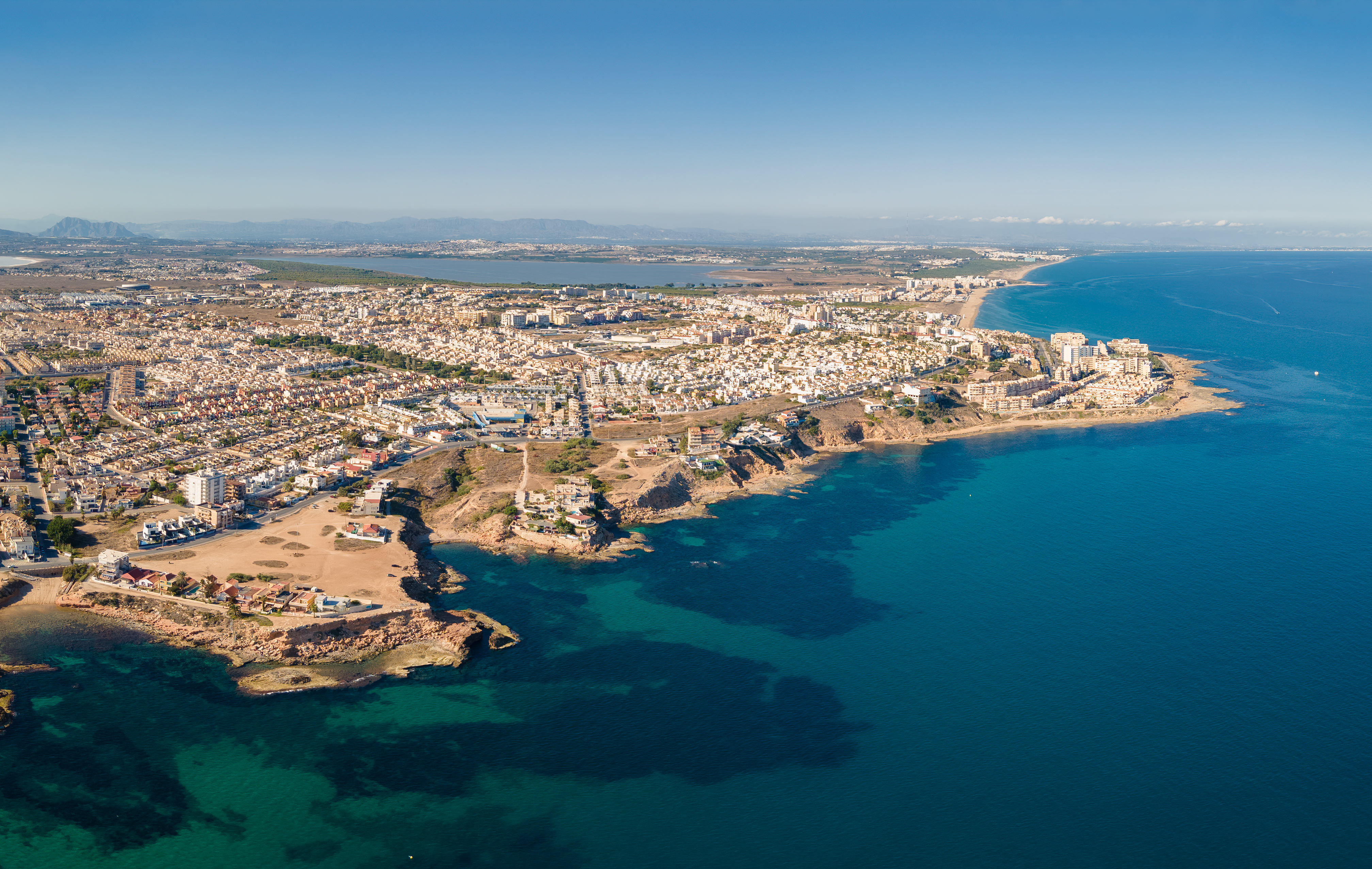
Zona norte de Torrevieja

| Gráfica de evolución demográfica de Torrevieja entre 1842 y 2021 |
| |
| Población de derecho según los censos de población del INE Población de hecho según los censos de población del INEEn este censo se denominaba Torrevieja y La Mata: 1842 |

| Núcleos    | Habitantes | Varones | Mujeres |
| ---------- | ---------- | ------- | ------- |
| La Mata    | 1201       | 614     | 587     |
| Torrevieja | 83 012     | 41 688  | 41 324  |

## Economía

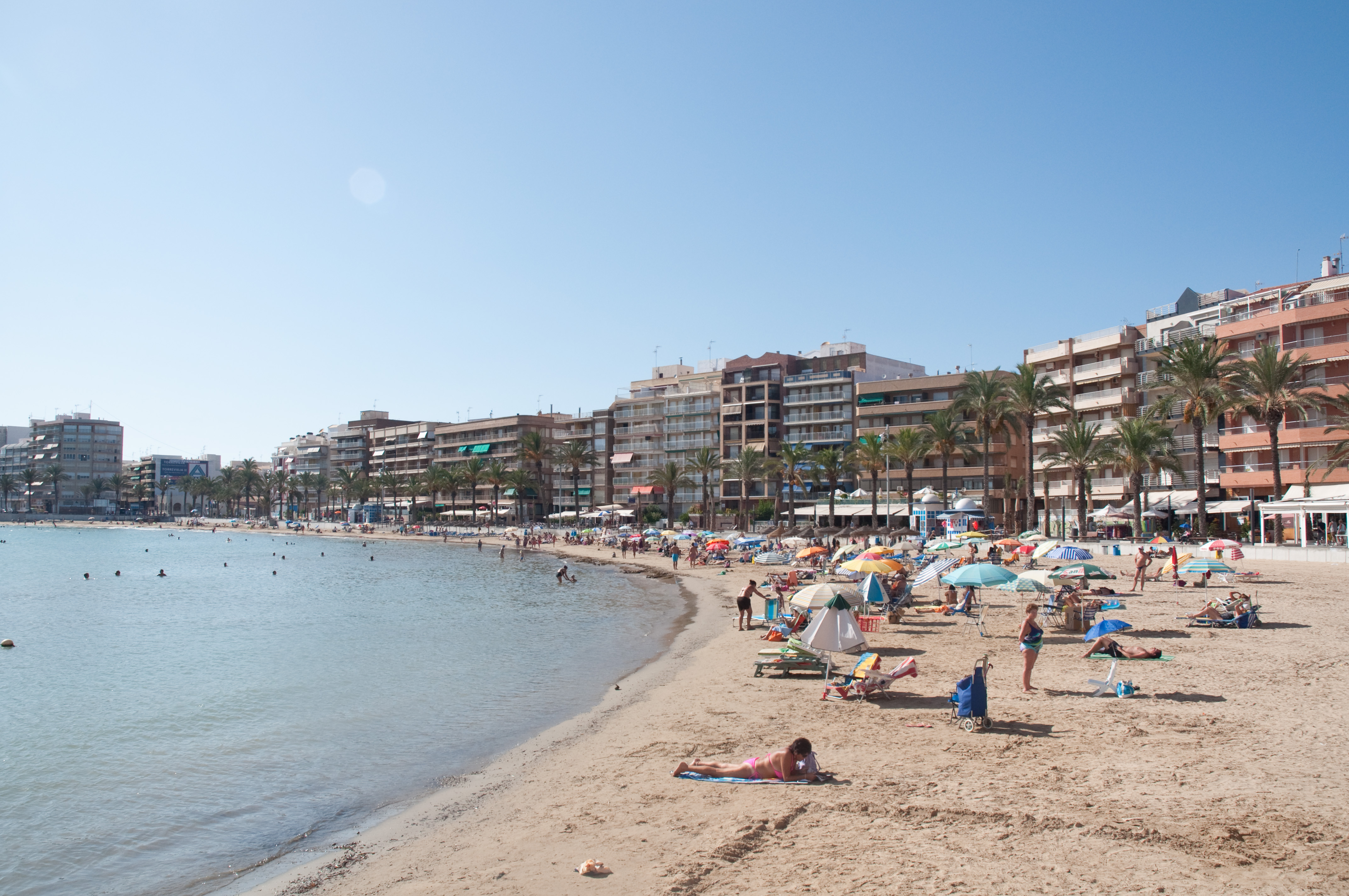
Turismo de playa en Torrevieja

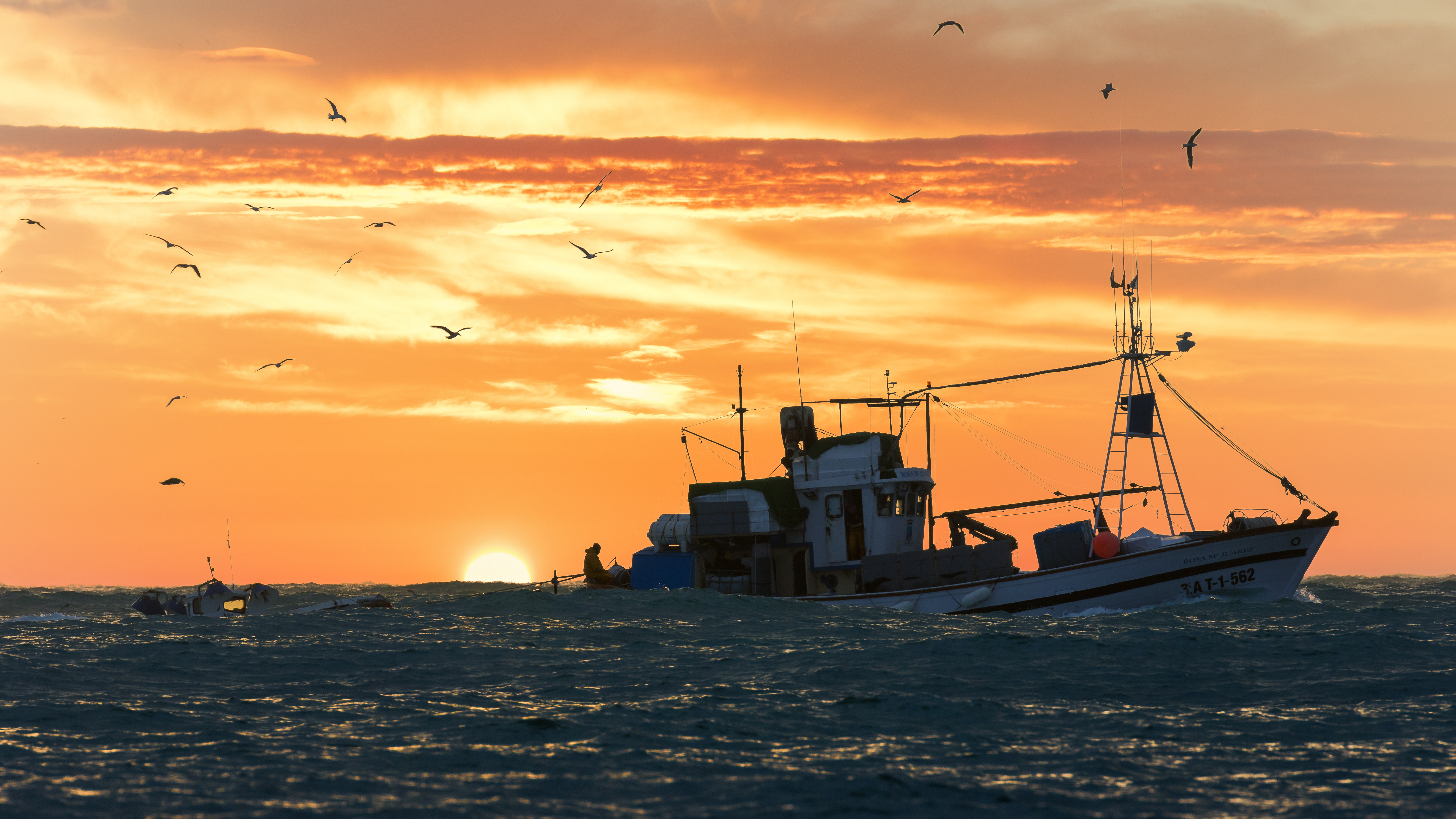
Barco pesquero en Torrevieja

La actividad económica de los ciudadanos se basa principalmente en el turismo residencial y los servicios. Antiguamente fue de gran importancia la pesca y la industria de la sal a partir de las lagunas de Torrevieja y la Mata. Media docena de barcos de cerco, tres arrastreros y una veintena de embarcaciones de artes menores tienen base en la bahía de Torrevieja. La laguna de Torrevieja es una de las principales explotaciones salineras de España, con una media de extracción de 600 000 toneladas anuales. Estas salinas cuentan con una buena situación geográfica con salida al mar a través del puerto de Torrevieja. En contraste con otras explotaciones de sal marina, las lagunas le permiten mantener actividad durante casi todo el año. Hasta mediados del siglo XX la salinera era la principal fuente de empleo de los habitantes de la ciudad. Una profunda transformación tecnológica, y no tanto el declive de la industria, ha reducido la plantilla a unas 160 personas.
En la vida económica de la ciudad tiene gran importancia la construcción y promoción inmobiliaria. En dos décadas Torrevieja ha experimentado un crecimiento de trabajadores de otras partes del país o de Europa en su época de vacaciones, así como una ciudad donde la construcción es uno de los principales factores de crecimiento económico. Esta evolución generó un crecimiento demográfico, pasando de los 13 000 vecinos censados a principios de los años 80 a la población actual.

## Símbolos
Escudo
El escudo de Torrevieja recoge la simbología de la costa torrevejense. En el mar se observan los veleros que fueron los medios de exportación de la sal de las salinas. Las dos pequeñas casas o barracas que se encuentran en tierra representan la incipiente Torrevieja, sobre un cielo salpicado por las gaviotas. La torre vigía ocupa el centro del escudo, encontrándose semidestruida, recordando el devastador terremoto que asoló Torrevieja en 1829.
También se encuentra el rombo con las cuatro franjas rojas y amarillas, signo de pertenencia al Reino de Valencia. El emblema está coronado simbólicamente por la corona real.
Himno

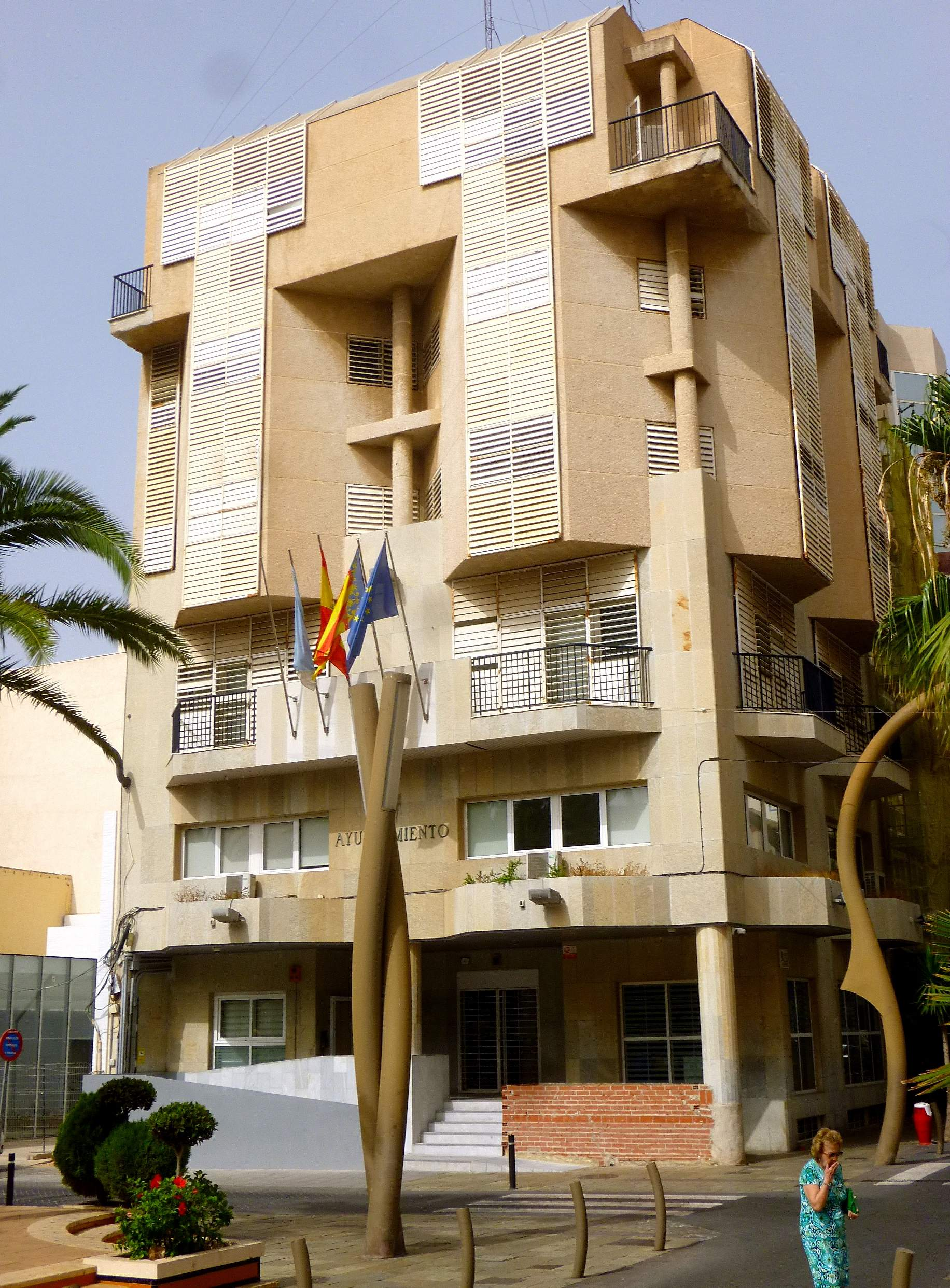
Casa consistorial

Tiene el ritmo y compás característico de la habanera. Existe su versión instrumental y de banda y coro. Compuesto por el torrevejense Ricardo Lafuente Aguado.

## Administración y política

### Gobierno municipal
| Periodo   | Nombre                   | Partido | Partido                                         |
| --------- | ------------------------ | ------- | ----------------------------------------------- |
| 1979-1985 | Rosa Mazón Valero        |         | Partit Socialista del País Valencià (PSPV-PSOE) |
| 1985-1988 | Joaquín García Sánchez   |         | Partit Socialista del País Valencià (PSPV-PSOE) |
| 1988-2011 | Pedro Hernández Mateo    |         | Partido Popular (PP)                            |
| 2011-2015 | Eduardo Dolón Sánchez    |         | Partido Popular (PP)                            |
| 2015-2019 | José Manuel Dolón García |         | Els Verds del País Valencià (LVPV)              |
| 2019-act. | Eduardo Dolón Sánchez    |         | Partido Popular (PP)                            |

| Partido político                                | 2023   | 2023  | 2023       | 2019  | 2019  | 2019       | 2015  | 2015  | 2015       | 2011   | 2011  | 2011       | 2007   | 2007  | 2007       |
| Partido político                                | Votos  | %     | Concejales | Votos | %     | Concejales | Votos | %     | Concejales | Votos  | %     | Concejales | Votos  | %     | Concejales |
| Partido Popular (PP)                            | 12 640 | 55,55 | 14         | 4467  | 47,07 | 9          | 8982  | 37,94 | 11         | 11 364 | 47,46 | 15         | 11 863 | 53,03 | 14         |
| Partit Socialista del País Valencià (PSPV-PSOE) | 4704   | 20,67 | 6          | 4467  | 19,81 | 5          | 3930  | 16,60 | 4          | 4539   | 18,96 | 6          | 6469   | 28,92 | 7          |
| Vox                                             | 2144   | 9,42  | 2          | 1143  | 5,06  | 1          | —     | —     | —          | —      | —     | —          | —      | —     | —          |
| Sueña                                           | 1169   | 5,13  | 1          | 1159  | 5,14  | 1          | 1842  | 7,78  | 2          | —      | —     | —          | —      | —     | —          |
| Compromís                                       | 910    | 3,99  | 0          | 2666  | 11,82 | 3          | —     | —     | —          | —      | —     | —          | —      | —     | —          |
| Ciudadanos (CS)                                 | 202    | 0,88  | 0          | 1199  | 5,31  | 1          | 1582  | 6,68  | 2          | —      | —     | —          | —      | —     | —          |
| Podemos-Esquerra Unida del País Valencià (EUPV) | 692    | 3,04  | 0          | 996   | 4,41  | 0          | 1511  | 6,38  | 1          | 2193   | 9,16  | 2          | 1695   | 7,58  | 2          |
| Alternativa Popular de Torrevieja (APTCe)       | —      | —     | —          | —     | —     | —          | 1523  | 6,43  | 1          | 3455   | 14,43 | 4          | —      | —     | —          |
| Els Verds del País Valencià (LVPV)              | —      | —     | —          | —     | —     | —          | 3275  | 13,83 | 4          | 2193   | 9,16  | 2          | 1658   | 7,41  | 2          |

Desde 2019, Eduardo Dolón (PP) es alcalde de Torrevieja, tras las últimas elecciones municipales.

#### Evolución de la deuda viva municipal
El concepto de deuda viva contempla solo las deudas con cajas y bancos relativas a créditos financieros, valores de renta fija y préstamos o créditos transferidos a terceros, excluyéndose, por tanto, la deuda comercial. La deuda viva municipal por habitante en 2014 ascendía a 688,89 €.
| Gráfica de evolución de la deuda viva del Ayuntamiento entre 2008 y 2023                             |
| |
| Deuda viva del Ayuntamiento de Torrevieja, en miles de euros, según datos del Ministerio de Hacienda |

## Servicios

### Sanidad
En Torrevieja se encuentra el hospital público comarcal, del Departamento de Torrevieja, de la Agencia Valenciana de Salud. Los centros de salud de cabecera del Departamento, se encuentran situados en la propia Torrevieja, en Guardamar del Segura, Pilar de la Horadada y Rojales, abarcando la zona también a otros pueblos como son San Fulgencio, Formentera del Segura, Benijófar, Orihuela Costa, San Miguel de Salinas y Los Montesinos.
Centros de salud
- Centro de salud La Mata
- Centro de salud La Loma
- Centro de salud El Acequión
- Centro de salud Patricio Pérez
- Centro de salud San Luis

También se encuentra el hospital privado Hospital Quirón, antiguamente llamado Hospital San Jaime. Más tarde fue construido e inaugurado el Hospital Universitario de Torrevieja Dr. Manuel García Gea, conocido como Hospital de Torrevieja, de carácter público.

## Cultura

### Patrimonio

#### Patrimonio cultural

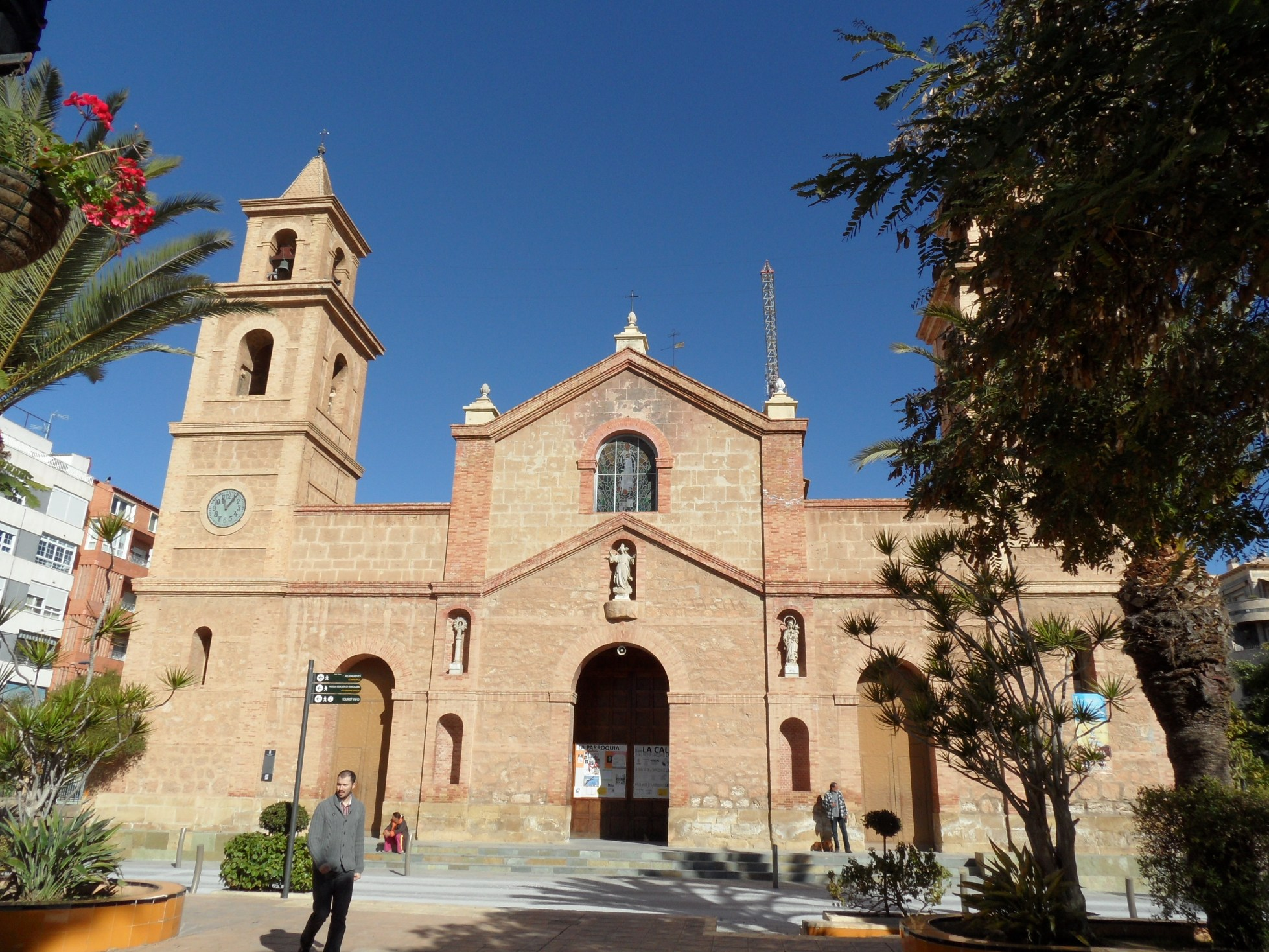
Iglesia de la Inmaculada Concepción

- Iglesia Arciprestal de la Inmaculada Concepción. Erigida en 1789 y reconstruida en 1844 aprovechando las piedras de la vieja torre que daba nombre al pueblo. De estilo neoclásico, alberga diversas obras de arte.

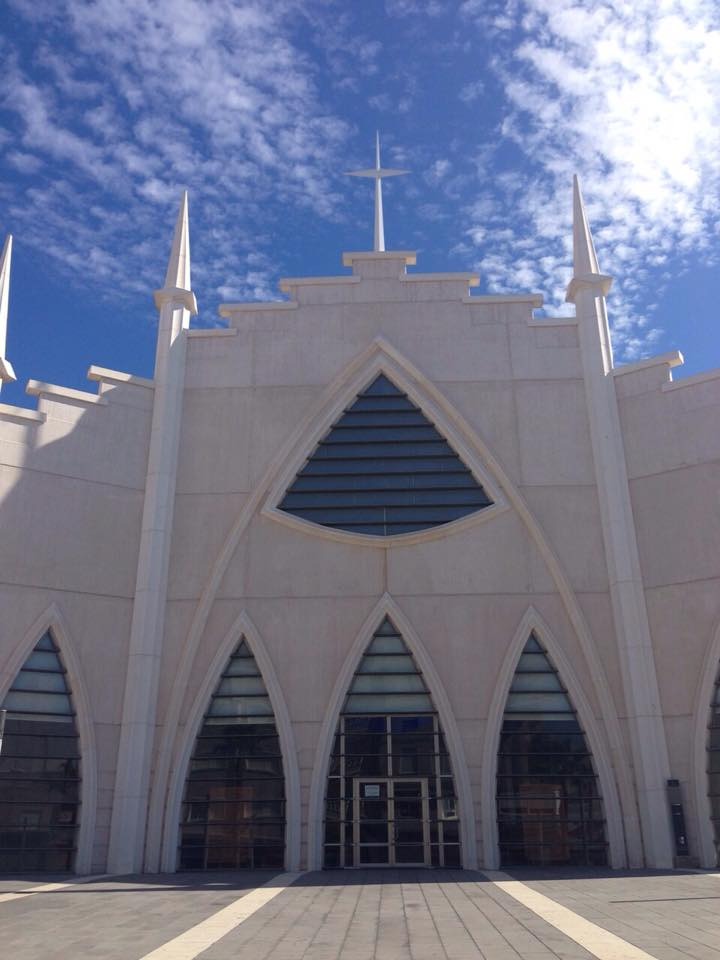
Iglesia del Sagrado Corazón de Jesús

- Iglesia del Sagrado Corazón de Jesús. Conocida por los torrevejenses como La Ermita. En el año 2007 fue derruida para alzar una nueva iglesia más moderna pero basándose en la ermita antigua.
- Iglesia de Nuestra Señora del Rosario, en La Mata. Construida en 1896.
- Casino de Torrevieja. Edificio modernista de 1896.
- Eras de la Sal. Se trata de un bello ejemplo de arquitectura industrial del siglo XVIII que funcionó como depósito y embarcadero de sal desde el año 1777 hasta el año 1958. En uno de sus patios se celebra todos los años el Certamen Internacional de Habaneras.
- Mirador de la Torre del Moro. Con una peculiar estructura, fue antiguamente una de las torres vigía que guarnecían la costa.
- Teatro-Auditorio Municipal. Inaugurado el 28 de junio de 2006, proyecto del estudio internacional FOA, cuenta con una sala principal con capacidad para 650 espectadores. El escenario ocupa una superficie cercana a los 400 m² y está dotado con el más moderno equipamiento escénico.
- Palacio de la Música. Alberga el conservatorio municipal y es la sede de la Unión Musical Torrevejense, además de albergar un auditorio que, además de los frecuentes recitales, sirve de sede para otros actos.
- Auditorio Internacional. Se establece como la infraestructura más importante de Torrevieja. Cuenta con una superficie de 96 665 metros cuadrados y si distinguen dos áreas: el auditorio y el conservatorio.

#### Parques y paseos

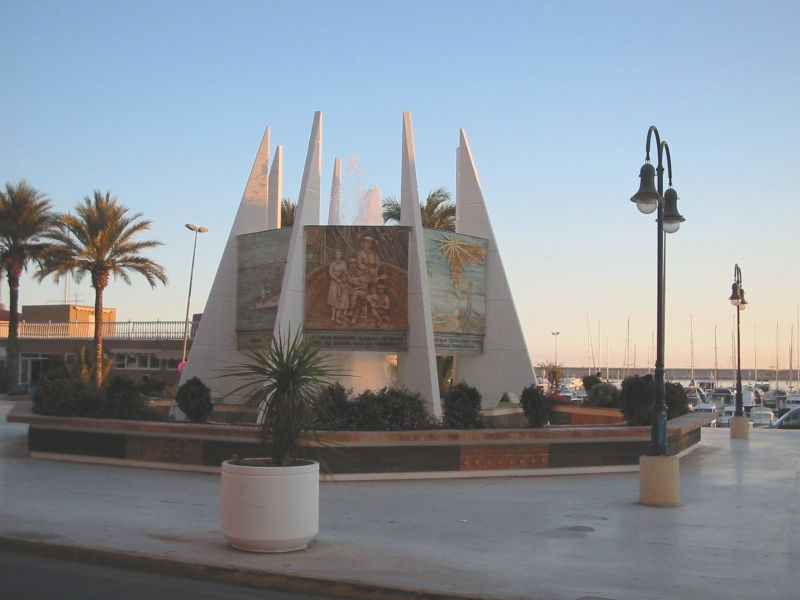
Monumento a las Habaneras

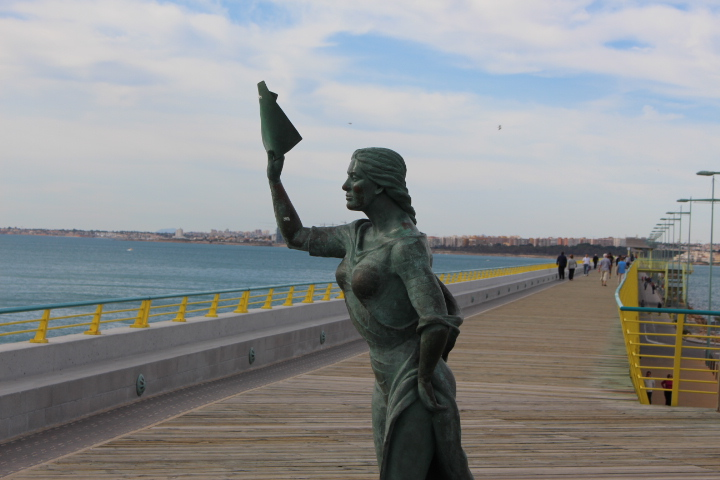
Mujer que despide a los marineros

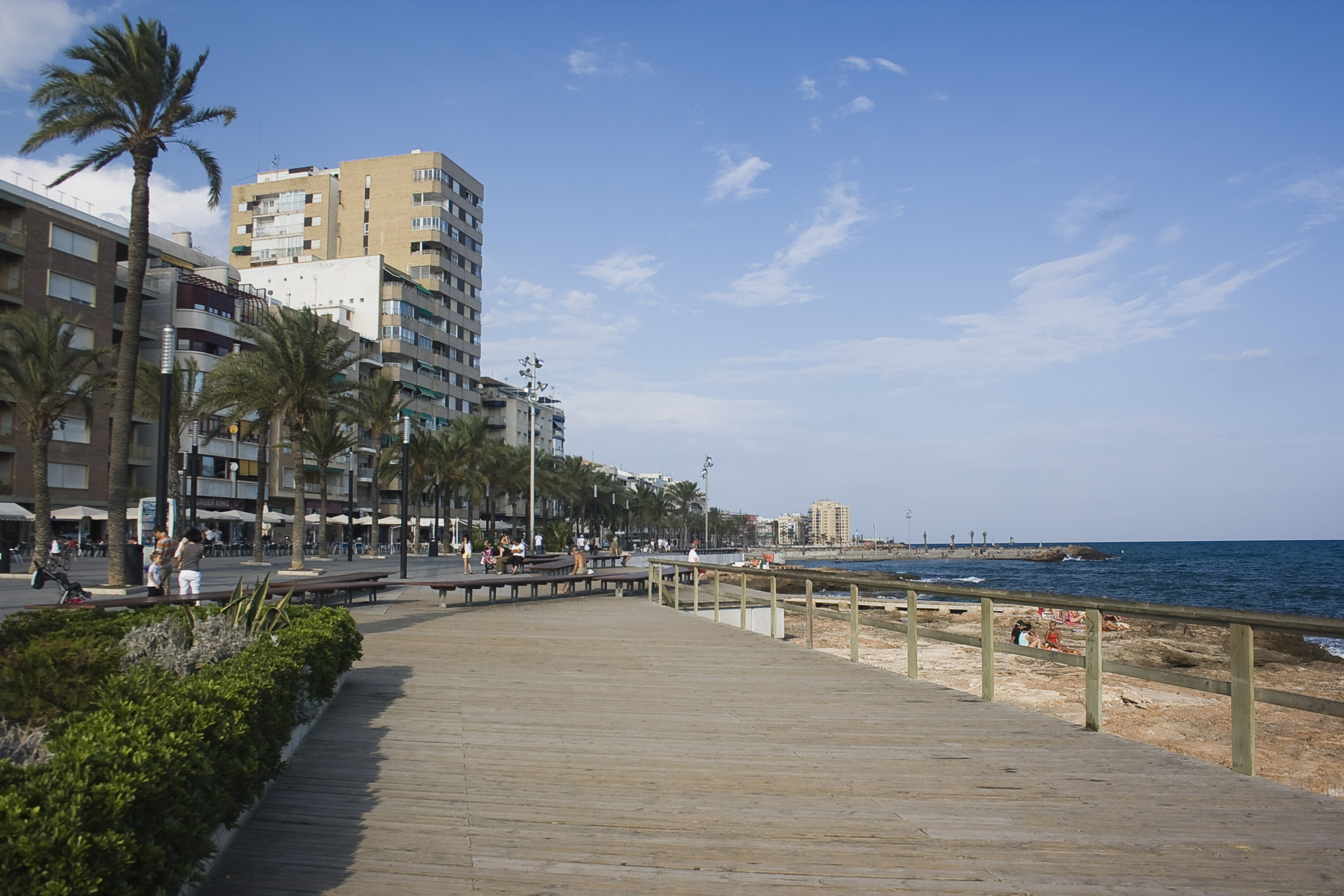
Paseo marítimo Juan Aparicio

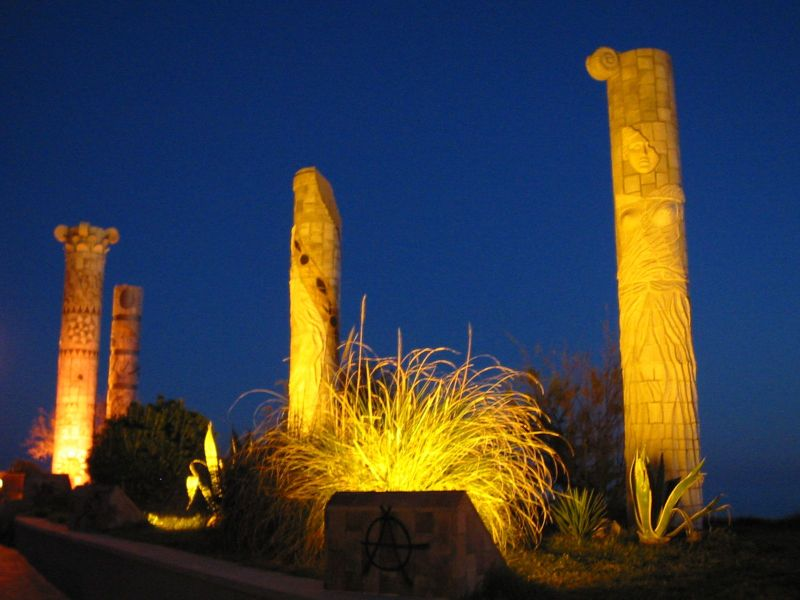
Monumento a las culturas del Mediterráneo

- Paseo del Dique de Levante. Inaugurado el 7 de diciembre de 2000, a todo lo largo del dique, se ha construido una pasarela elevada con suelo de madera que permite un largo paseo entre dos aguas.
- El Faro. Un paseo que tiene una estatua de una mujer despidiendo a los marineros. Un tributo a su pasado pesquero. Al final de este todavía se conserva un faro. Dicha mujer es La bella Lola, de la cual existen dos representaciones, una en la que saluda a los marineros como dice la habanera que lleva por nombre la Bella Lola (Cuando en la playa, sacó el pañuelo y me saludó...); la otra representación descansa en un banco del paseo de Las Rocas, esperando al regreso de su prometido, que se fue en barco.
- Parque de las Naciones. Cuenta con un lago cuyo perfil corresponde al mapa europeo.
- Paseo Juan Aparicio. A lo largo del paseo se disponen varias piscinas y playas artificiales. El paseo discurre desde el dique de Levante hasta la playa del Cura, siempre al borde de la costa. Antiguamente conocido como el paseo de las Rocas, fue remodelado en 1999 con proyecto de la reconocida arquitecta Carme Pinós.
- Parque del Molino del Agua. Declarado por la Generalidad Valenciana como Paraje Natural municipal, sus 500 000 metros cuadrados conforman uno de los últimos sistemas dunares del sur de la Comunidad Valenciana.
- Parque de Doña Sinforosa. Junto a la playa del Acequión, en él se encuentra el clásico templete para conciertos musicales.

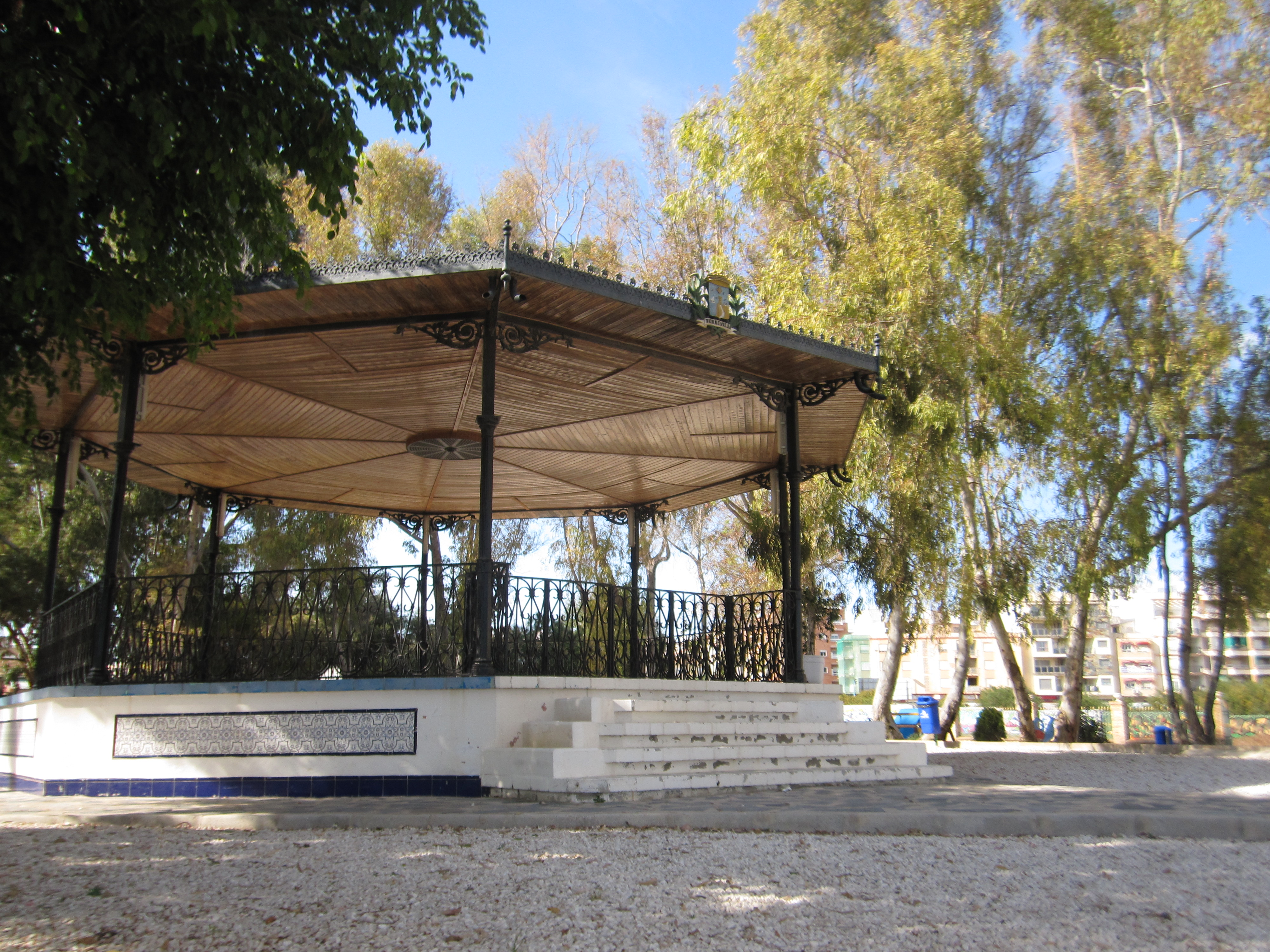
Templete del parque de Doña Sinforosa

#### Patrimonio natural
- Lagunas de la Mata y Torrevieja. El parque natural de las Lagunas de la Mata y Torrevieja forman el conocido paisaje de las Salinas, una de las zonas húmedas más importantes de la Comunidad Valenciana y una de las explotaciones salinas más importantes de Europa.
- Palmeral y cala de Lo Ferrís. Paraje y cala todavía libre de urbanización situado al sur del término municipal.

#### Playas y calas
Desde la playa de la Mata hasta Punta Prima, se suceden numerosas calas rocosas y playas amplias.
- Playa de la Mata: es la playa más larga de Torrevieja, por ello tienen numerosos accesos desde el paseo marítimo. Contiene juegos lúdicos, vigilancia, puesto de información, bandera con el estado de la mar, lavapiés y acceso para personas con discapacidad. Cuenta con servicio de alquiler de tumbonas y sombrillas.

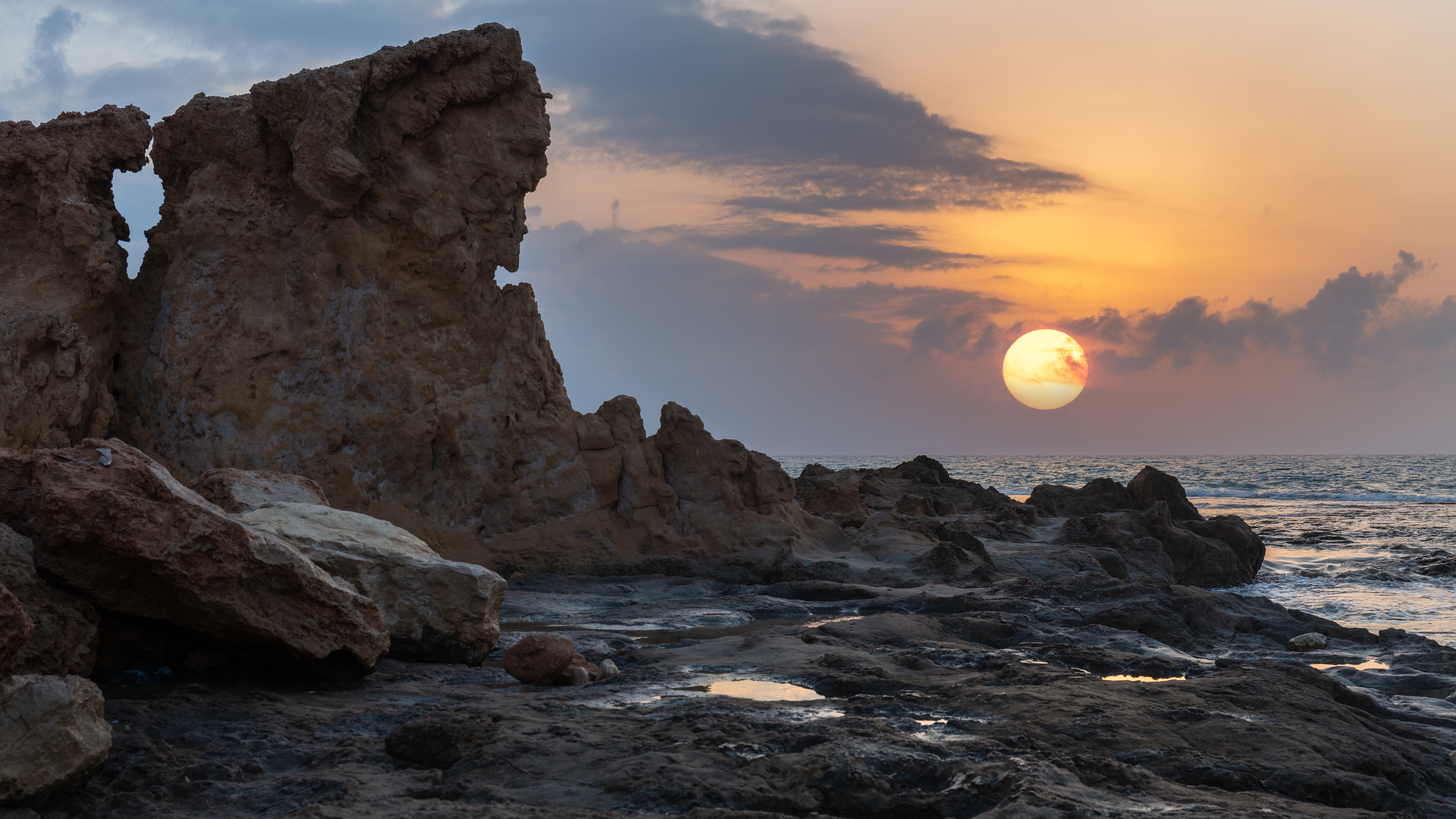
La costa rocosa de Torrevieja

- La costa rocosa de TorreviejaCala Cabo Cervera: pequeña porción de arena situada en el cabo del mismo nombre. Tiene una longitud de 50 metros, acceso para personas con discapacidad y un pequeño paseo marítimo.
- Cala del Mojón: cala amplia con arena fina y con extremos rocosos. Tiene acceso para personas con discapacidad.
- Cala de la Zorra: discreta y tranquila cala de aguas limpias y cristalinas semiurbana. Cuenta con una longitud de 50 metros de arena y rocas. A comienzos del siglo XX se encontró a una zorra entre los barrancos de esta playa, desde entonces se le conoce por ese nombre.
- Cala de la Higuera: de características similares a la Cala de la Zorra, tiene una composición de grava y roca. No tiene acceso para personas con discapacidad.
- Playa de Los Locos: ubicada al norte de la ciudad, tras cruzar Punta Carral, cuenta con todo tipo de servicios. Es un tipo de playa de arena fina y paseo marítimo. De fácil acceso y adaptada para personas con discapacidad. Cuenta con servicio de alquiler de tumbonas y sombrillas, con vigilancia por parte de la Cruz Roja y de bandera de señalización del estado de la mar.
- Cala Palangre: situada en la curva del mismo nombre, la Cala Palangre es una pequeña porción de arena rodeada por rocas, siendo la continuación de la playa de Los Locos. Con una longitud de 20 m y una anchura media de 5 m, esta pequeña cala tiene acceso para personas con discapacidad y es apta para la pesca.
- Playa del Cura: situada en el centro de la ciudad. La playa cuenta con lavapiés, servicio de vigilancia y puesto de información turística. Además, es accesible a personas con discapacidad.

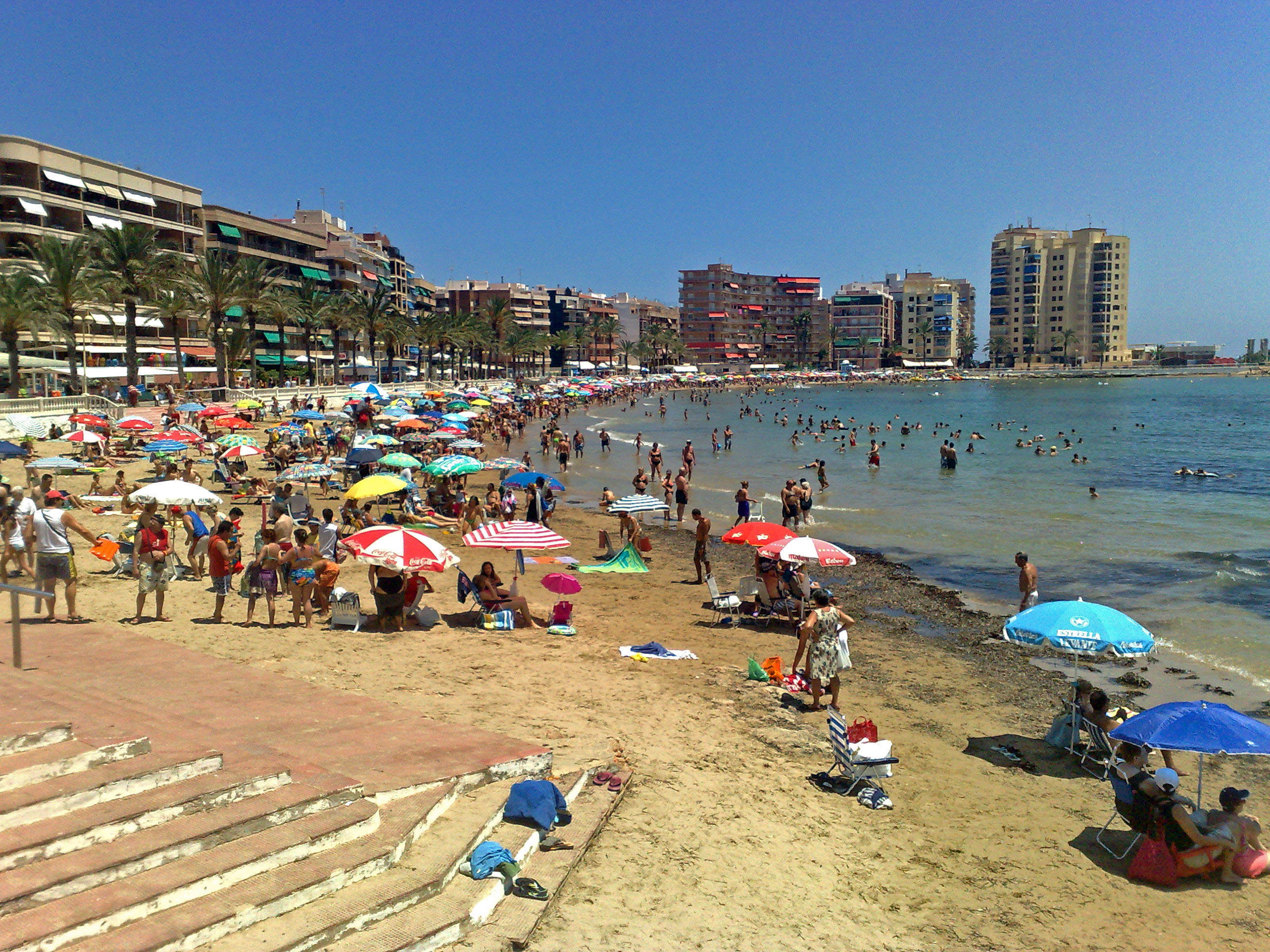
Playa del Cura

- Piscinas naturales: en el paseo de Juan Aparicio, entre la playa del Cura y el dique de Levante, se suceden pequeñas playas y piscinas naturales. Las piscinas están situadas en punto intermedio del paseo y tienen gran afluencia. Además, en las rocas que bordean el paseo aparecen escaleras metálicas para salir del mar.
- Playa de El Acequión: situada en el puerto de Torrevieja, frente a la marina deportiva, la playa del Acequión debe su nombre a que en su margen se adentra el agua del mar en dirección a las Salinas de Torrevieja por el canal creado artificialmente para abastecer de agua marina La Laguna: el Acequión.
- Playa de Los Náufragos: separada de la playa del Acequión por el muelle de la sal, que transporta la sal desde las salinas para abastecer a los barcos que la compran, es una de las playas más concurridas de la ciudad. Cuenta con zonas lúdicas como parque infantil, redes de vóley playa o alquiler de barcas a pedales. La playa está vigilada por la Cruz Roja. Tiene paseo marítimo, alquiler de tumbonas y sombrillas.
- Cala Ferrís: playa de arena fina, dunas y un paisaje de palmeras. Tiene zonas rocosas que se utilizan para la pesca. La playa tiene una longitud de 200 metros. Además, es una de las pocas playas aisladas de la ciudad, sin edificios colindantes.
- Cala Piteras o Rocío del Mar: cala semiurbana situada en el límite del término de Orihuela Costa. Es apta para la pesca debido a su relieve rocoso.

### Museos

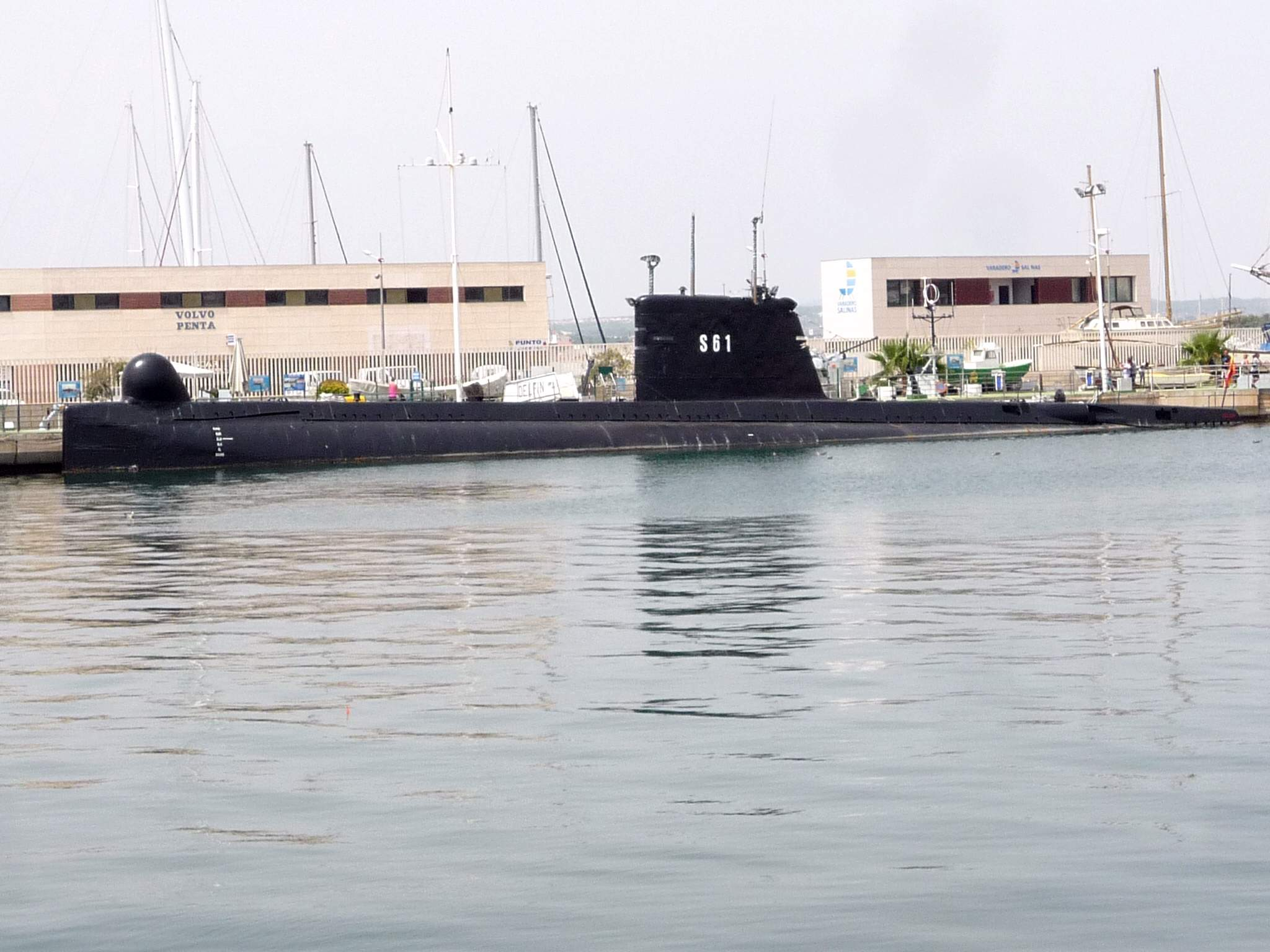
El submarino Delfín (S-61), preservado como buque museo

- Museos Flotantes (submarino Delfín (S-61), patrullero de vigilancia aduanera Albatros III)
- Museo del Mar y de la Sal. Este museo recoge un abanico de objetos e imágenes temáticas que representan una muy considerable atracción cultural.
- Museo Ricardo Lafuente. Dedicado al maestro Ricardo Lafuente Aguado, director del coro y orquesta Salinas de Torrevieja y creador de numerosas habaneras.
- Museo de la Semana Santa Tomás de Valcárcel. En su interior puede verse a lo largo del año, excepto en la propia Semana Santa, todo el patrimonio de las procesiones pasionales, imágenes, tronos, estandartes, muestras de escultura, pinturas y otros objetos.
- Sala de Exposiciones Vistalegre.
- Centro de interpretación de la industria salinera.
- Museo de Historia Natural.
- Exposición Museográfica de la Imprenta.
- Centro cultural Virgen del Carmen. Este centro recoge exposiciones de pintura, escultura y artesanía local y extranjera todas las semanas.

### Música
En el ámbito de la música cabe destacar los grupos de habaneras, siendo Ricardo Lafuente Aguado uno de sus autores más renombrados. De entre sus obras, destaca particularmente Torreviaje. La Coral Francisco Vallejos y el Coro Maestro Casanovas son los coros más representativos de la ciudad salinera. También disfruta de merecida fama la Unión Musical Torrevejense, con más de cien años de historia. Desde el año 2008 la ciudad cuenta con su propia orquesta sinfónica, la Orquesta Sinfónica de Torrevieja.
Desde 1955 se celebra anualmente a finales de julio el Certamen Internacional de Habaneras y Polifonía de Torrevieja, declarado de interés turístico internacional. Durante el mismo mes, se celebra la denominada Noche de Habaneras en la Playa en la playa del Cura. Paralelamente a este gran Certamen surge en 1987 el Encuentro Coral Internacional Ciudad de Torrevieja, de carácter no competitivo, organizado por la Coral Francisco Vallejos y patrocinado por el Ayuntamiento de Torrevieja.
Existen dos bandas de música:
- Sociedad Musical Ciudad de Torrevieja Los Salerosos. De historia reciente, fundada en 1990 por varios músicos, entre ellos antiguos miembros de la Unión Musical Torrevejense; han ofrecido conciertos por diversas zonas de la geografía mundial.
- Unión Musical Torrevejense, fundada en 1842 por el Maestro Gil, músico local, una de las bandas más laureadas de España, 2.º premio en el WMC, World Music Contest de Kerkrade (Olimpiadas mundiales de la Música de Kerkrade, Países Bajos) en 2009. Fue dirigida entre otros por grandes músicos españoles, entre ellos Francisco Carchano Moltó, Francisco Casanovas Tallardá, Alberto Escámez, los hermanos Roberto y Matías Trinidad Ramón, Jaime Belda Cantavella, uno de los pioneros del Saxofón en España, y desde finales de 2017 la dirige Carlos Ramón Pérez, natural de Crevillente y batuta de oro (a mejor director) en el WMC de Kerkrade en 2017.

### Patrimonio inmaterial
Enero

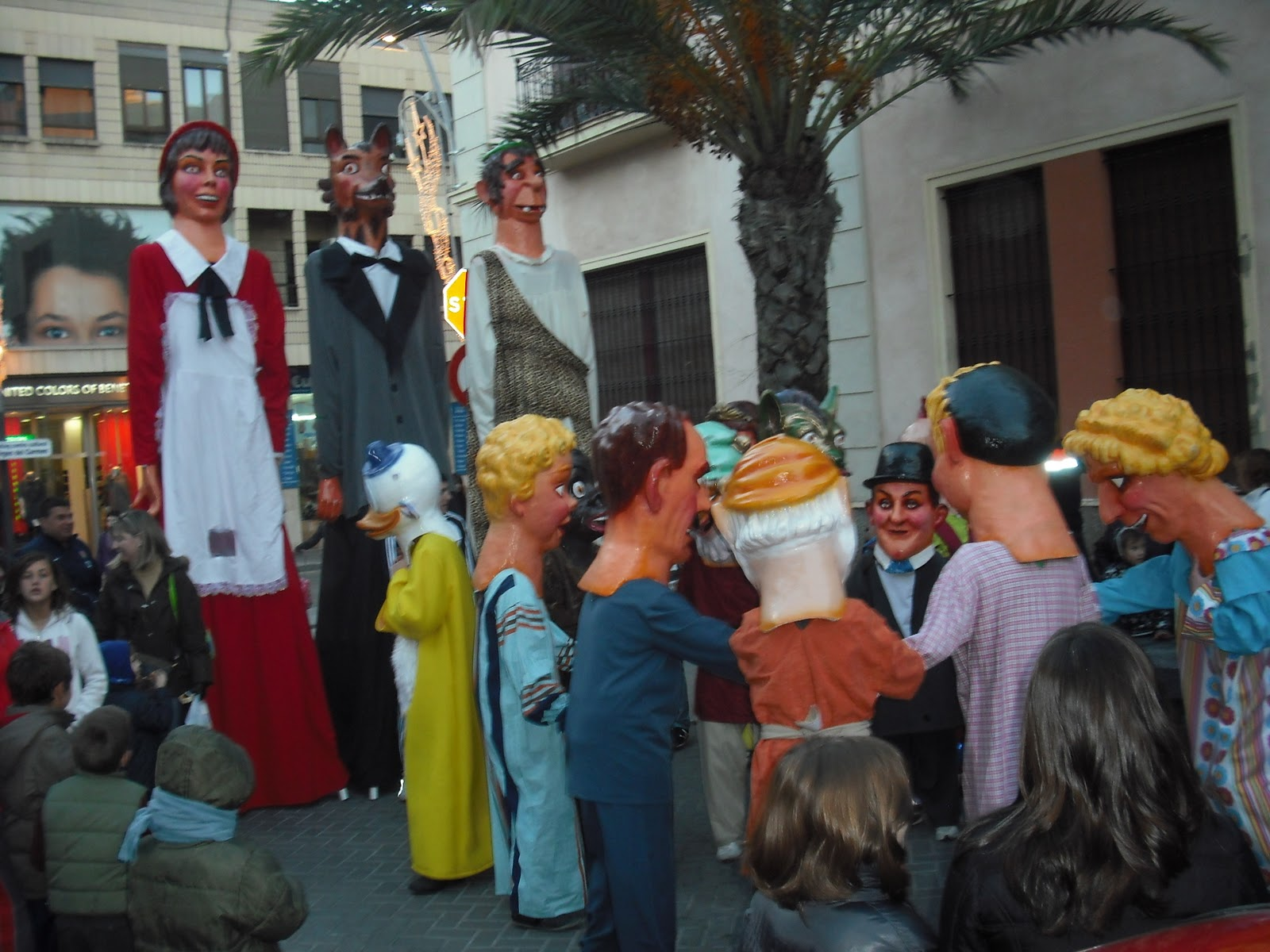
Gigantes y cabezudos de Torrevieja

- Cabalgata de Reyes: los Reyes Magos de Oriente llegan a la ciudad salinera por mar, desembarcando en el dique de poniente y recorriendo en carroza las principales calles de Torrevieja. Y repartiendo caramelos y juguetes a los niños.

Febrero
- Fiestas de Carnaval

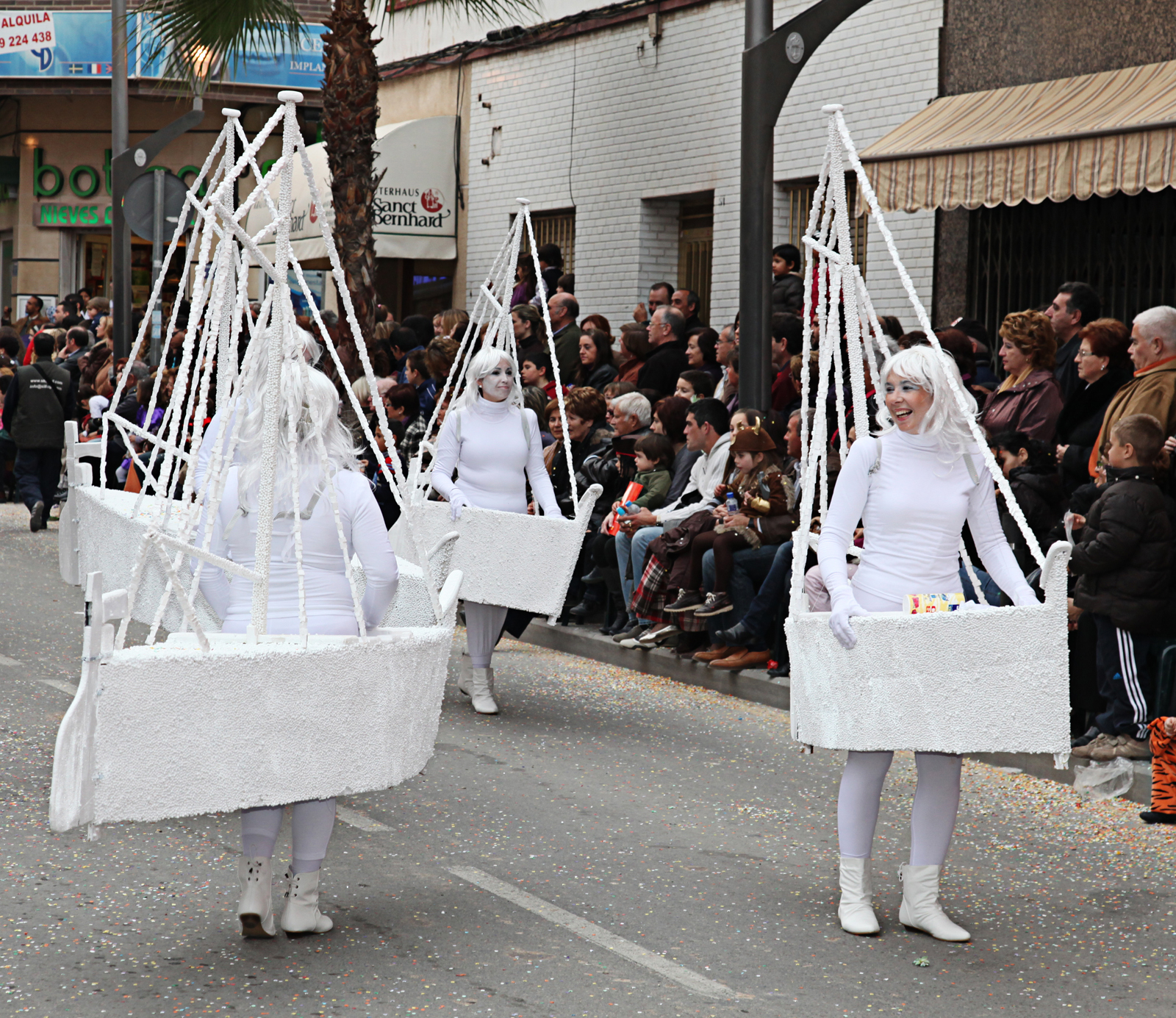
Carnaval

  - Precarnaval: antiguo desfile informal que se celebraba una semana antes del desfile-concurso.
  - Desfile-Concurso: celebrado en domingo, numerosas comparsas desfilan con nuevos disfraces y fantasías y optan a varios premios otorgados por un jurado compuesto por personalidades políticas y sociales de la ciudad.
  - Desfile Nocturno: desfile informal celebrado el sábado siguiente al concurso donde, además de las comparsas participantes en el concurso, desfilan todas aquellas personas que quieran, para acabar la fiesta en la zona de copas de la ciudad.
  - Bailes de Carnaval: el ayuntamiento organiza estos encuentros en lugares como el Club Náutico de Torrevieja o la Macrodiscoteca de la tercera edad.

Abril
- Semana Santa Torrevejense: cuenta con catorce cofradías en total. Las cofradías contienen tanto cofrades jóvenes (generalmente menores de doce años) que procesionan por el centro del recorrido. Los cofrades adultos van atados y sujetando unos achotes a ambos lados de la calle precediendo a la imagen o trono. Algunas cofradías tienen comparsa de Tambores propia que sucede a la imagen. Los cofrades dan caramelos a las personas que ven la procesión.
  - Domingo de Ramos: solemne bendición de las palmas en el templo de la Inmaculada Concepción y a continuación procesionan la imagen de Nuestro Padre Jesús Triunfante y solemne procesión.
  - Lunes Santo: solemne procesión desde el centro arciprestal de la Inmaculada Concepción.
  - Martes Santo: solemne procesión desde la Inmaculada Concepción.
  - Miércoles Santo: solemne procesión del Encuentro desde la iglesia de la Inmaculada sale Nuestra Señora de la Esperanza y de la Paz. Desde la Parroquia del Sagrado Corazón de Jesús, procesionan la Convocatoria y Nuestro Padre Jesús de la Caída. En la confluencia de las calles María Parodi y Ramón Gallud, ambas procesiones se encuentran y se produce El Encuentro en la Vía Dolorosa, y a partir de ese momento, se convierte en una sola procesión.
  - Jueves Santo: solemne procesión del Silencio a las once de la noche desde el Templo Arciprestal y Solemne Procesión del Descendimiento del Calvario a las doce de la noche, desde la plaza del Calvario.
  - Viernes Santo: solemne procesión del Anuncio de la Muerte de Jesús a las ocho de la mañana donde se simboliza el Anuncio de la Muerte de Jesús y se convoca a todos al Santo Entierro, y Solemne y Magna Procesión del Santo Entierro de Cristo, donde participan la totalidad de las cofradías.
  - Sábado de Gloria: popular tamborada a las diez de la noche como expresión de júbilo por la Resurrección.
  - Domingo de Resurrección: solemne procesión del Encuentro a las ocho de la mañana con la imagen de la Inmaculada Concepción seguida por el Santísimo Sacramento bajo Palio. Al encuentro de ambas imágenes, se descubre a la virgen del velo que le cubre la cara.
  - San Vicente Ferrer: traslado del Santo bajo Palio.

Mayo
- Feria de Mayo: una de las ferias más importantes del Mediterráneo. En el recinto ferial, junto al recinto portuario, numerosas casetas reciben a una multitud de visitantes que pueden disfrutar de sus decoraciones (se otorgan premios a las mejores), cenar en ellas o disfrutar de varios conciertos que tienen lugar en el escenario principal así como festivales de danza española. El día de la clausura, el recinto acoge a jinetes montados con sus caballos.

Junio
- Hogueras de San Juan: la hoguera de la Punta cuenta con una escultura muy similar a cualquier hoguera o falla del resto de la comunidad. Las de los barrios del Acequión y Molinos del Calvario están hechas por los propios vecinos.
- Festividad del Sagrado Corazón: en el barrio de la Punta, donde se encuentra el Templo del Sagrado Corazón de Jesús. La fecha de sus fiestas puede variar y adentrarse en julio.
- Virgen del Rocío: Se celebra una romería que está acompañada de diferentes actos como misas, actividades ecuestres, juegos infantiles, etc.

Julio
- Fiestas Marineras de la Virgen del Carmen: tras la procesión la imagen es embarcada en el puerto de la ciudad y paseada por la bahía torrevejense, seguida de numerosas personas en sus barcos particulares.
- Veladas de Habaneras en la playa: en las piscinas naturales de la localidad se entonan habaneras a manos de grupos locales
- Certamen Internacional de Habaneras y Polifonía de Torrevieja: declarado de interés turístico internacional

Agosto
- Fiestas de San Emigdio y de Barrios
- Fiestas de San Roque

Septiembre
- Fiesta de la Vendimia de la Mata: celebrada en la pedanía torrevejense de Torrelamata

Octubre
- Fiestas de El Pilar
- Virgen del Rosario: Fiesta celebrada en honor de la patrona de La Mata

Noviembre
- Fiestas de Santa Cecilia: patrona de los músicos.

Diciembre
- Fiestas patronales en honor a la Inmaculada Concepción.
  - La Lyly y comparsa de Gigantes y Cabezudos (La Charamita): personajes de cartón portados por personas que recorren las calles de la ciudad. Las salidas de la banda se producen durante todas las fiestas al mediodía y por la tarde.
  - Solemne Procesión: la imagen de la Inmaculada Concepción recorre las calles de la ciudad salinera acompañada por feligreses portando cirios. A su llegada al Casino de Torrevieja, lanzan una traca igual que a su llegada al templo.

### Deporte
La ciudad cuenta con numerosas asociaciones deportivas, con 250 000 m² de instalaciones deportivas y escuelas en cada una:
- Instalaciones:

Palacio de Deportes de Torrevieja, con una pista central polivalente, divisible en tres pistas de entrenamiento, aforo para 4750 espectadores, piscina olímpica climatizada y dos piscinas exteriores.
Pabellón Cecilio Gallego con una pista polivalente, con aforo de 850 espectadores.
Pista de atletismo con 8 calles y 400 metros de pavimento sintético homologado.
Cuatro campos de fútbol de césped artificial.
Cuatro campos de fútbol 11 o 6 de fútbol 7.
Estadio municipal de fútbol Vicente García de césped natural con aforo para 10 000 espectadores.
Un campo de rugby de césped, con aforo para 5000 espectadores.
La zona de raquetas cuenta con 11 pistas de tenis, una con grada, 7 pistas de pádel, una con grada, 2 pistas de squash con gradas, gimnasio de 400 m² con maquinaria especializada.
- Club Balonmano Torrevieja. El Club Balonmano Torrevieja, es la institución deportiva de más importancia en Torrevieja. Cuenta con algo más de 1400 socios y su terreno de juego es el Palacio de Deportes S.A.R Infanta Cristina que cuenta con una capacidad de 4750 espectadores.
- Fútbol Club Torrevieja. Con sede en el Estadio Vicente García de Torrevieja, actualmente se encuentra en el grupo VI de tercera división.
- Club Gimnasia Rítmica Torrevieja. Fundado en 1991, tuvo el honor de ser la principal escuela de carácter femenino en Torrevieja. Pioneros de la práctica de la gimnasia rítmica en la ciudad y con entrenadoras como Mari Carmen Moreno o Mónica Ferrández, han contado con varias gimnastas en la selección nacional, como Jennifer Colino, Claudia Heredia y, en la actualidad, Polina Berezina.
- Club de Tenis Torrevieja. Situado en la zona oeste de la ciudad, enclavado en la pedanía de Los Balcones, cuenta con pistas de cemento y tierra batida.
- Club de Pádel Torrevieja. Cuenta con un equipo de competición federado y con una escuela de pádel con más de 70 alumnos.
- Real Club Náutico de Torrevieja. En el Real Club Náutico de Torrevieja se imparten a los socios clases de vela, remo, etc. Sus equipos han cosechado éxitos tanto a nivel provincial como nacional. Dispone de una instalación moderna con 570 amarres, equipada con sistemas de gestión. Actualmente, se están ofreciendo una serie de actividades náuticas como la pesca deportiva, el buceo y la vela.

## Ciudades hermanadas
- Cádiz, España
- Callosa de Segura, España
- Pola de Siero, España
- Oviedo, España